# Équipe du Sénégal de football à la Coupe d'Afrique des nations 2015
L’équipe du Sénégal de football participe à la Coupe d'Afrique 2015 organisée en Guinée équatoriale du 17 janvier au 8 février 2015. Elle est éliminée au 1er tour.

## Qualifications
| Rang | Équipe   | Pts | J | G | N | P | Bp | Bc | Diff |  | Résultats (▼ dom., ► ext.) |     |     |     |     |
| ---- | -------- | --- | - | - | - | - | -- | -- | ---- |  | -------------------------- | --- | --- | --- | --- |
| 1    | Tunisie  | 14  | 6 | 4 | 2 | 0 | 6  | 2  | +4   |  | Tunisie                    |     | 1-0 | 2-1 | 2-1 |
| 2    | Sénégal  | 13  | 6 | 4 | 1 | 1 | 8  | 1  | +7   |  | Sénégal                    | 0-0 |     | 2-0 | 3-0 |
| 3    | Égypte   | 6   | 6 | 2 | 0 | 4 | 5  | 6  | -1   |  | Égypte                     | 0-1 | 0-1 |     | 2-0 |
| 4    | Botswana | 1   | 6 | 0 | 1 | 5 | 1  | 11 | -10  |  | Botswana                   | 0-0 | 0-2 | 0-2 |     |

| 1re journée                | Sénégal              | 2 - 0   | Égypte | Stade Léopold-Sédar-Senghor, Dakar |                             |
| 5 septembre 2014 20h00 UTC | Diouf 17e · Mané 45e | (2 - 0) |        | Arbitrage : Koman Coulibaly        | Arbitrage : Koman Coulibaly |

| 2e journée                    | Botswana | 0 - 2   | Sénégal              | Botswana National Stadium, Gaborone |                           |
| 10 septembre 2014 19h00 UTC+2 |          | (0 - 1) | 32e Mané · 83e Ndoye | Arbitrage : Janny Sikazwe           | Arbitrage : Janny Sikazwe |

| 3e journée                | Sénégal | 0 - 0   | Tunisie | Stade Léopold-Sédar-Senghor, Dakar |                                |
| 10 octobre 2014 20h00 UTC |         | (0 - 0) |         | Arbitrage : Eric Otogo-Castane     | Arbitrage : Eric Otogo-Castane |

| 4e journée                  | Tunisie   | 1 - 0   | Sénégal | Stade Mustapha-Ben-Jannet, Monastir |                                     |
| 15 octobre 2014 20h15 UTC+1 | Sassi 90e | (0 - 0) |         | Arbitrage : Rajindraparsad Seechurn | Arbitrage : Rajindraparsad Seechurn |

| 5e journée                   | Égypte | 0 - 1   | Sénégal  | Stade international, Le Caire |                         |
| 15 novembre 2014 19h00 UTC+2 |        | (0 - 1) | 8e Diouf | Arbitrage : Sidi Alioum       | Arbitrage : Sidi Alioum |

| 6e journée                 | Sénégal                         | 3 - 0   | Botswana | Stade Léopold-Sédar-Senghor, Dakar |                               |
| 19 novembre 2014 20h00 UTC | Mbodj 21e · Cissé 26e · Sow 72e | (2 - 0) |          | Arbitrage : Mehdi Abid Charef      | Arbitrage : Mehdi Abid Charef |

## Compétition

### Tirage au sort
Le tirage au sort de la CAN a lieu le 3 décembre 2014 à Malabo. Le Sénégal est placé dans le chapeau 4.
Le tirage au sort donne alors comme adversaire des Lions le Ghana (chapeau 1), l'Algérie (chapeau 2) et l'Afrique du Sud (chapeau 3) et dans le groupe C, considéré comme « la poule de la mort ».

### Premier tour - Groupe C
Le Sénégal remporte son premier match, face au Ghana (2-1). Lors de la deuxième journée, il accroche l'Afrique du Sud (1-1) et prend la tête du groupe. Les Lions s'inclinent cependant lors du dernier match face à l'Algérie (2-0) et échouent à la troisième place du groupe.
| Rang | Équipe         | Pts | J | G | N | P | Bp | Bc | Diff |
| ---- | -------------- | --- | - | - | - | - | -- | -- | ---- |
| 1    | Ghana          | 6   | 3 | 2 | 0 | 1 | 4  | 3  | +1   |
| 2    | Algérie        | 6   | 3 | 2 | 0 | 1 | 5  | 2  | +3   |
| 3    | Sénégal        | 4   | 3 | 1 | 1 | 1 | 3  | 4  | -1   |
| 4    | Afrique du Sud | 1   | 3 | 0 | 1 | 2 | 3  | 6  | -3   |

| 19 janvier 2015 | Ghana                 | 1 - 2   | Sénégal                                 | Estadio de Mongomo, Mongomo                                      |                                                                  |
| 17:00 UTC+1     | André Ayew 14e (pen.) | (1 - 0) | 58e Mame Biram Diouf · 90+3e Moussa Sow | Arbitrage : Bernard Camille Peter Elgam Edibe Hassan Egueh Yacin | Arbitrage : Bernard Camille Peter Elgam Edibe Hassan Egueh Yacin |
| 17:00 UTC+1     | Rapport non-officiel  |         |                                         | Arbitrage : Bernard Camille Peter Elgam Edibe Hassan Egueh Yacin | Arbitrage : Bernard Camille Peter Elgam Edibe Hassan Egueh Yacin |

| 23 janvier 2015 | Afrique du Sud       | 1 - 1   | Sénégal        | Estadio de Mongomo, Mongomo                                             |                                                                         |
| 20:00 UTC+1     | Oupa Manyisa 47e     | (0 - 0) | 60e Kara Mbodj | Arbitrage : Lemghaifry Ould Ali Angesom Ogbamariam Theogene Ndagijimana | Arbitrage : Lemghaifry Ould Ali Angesom Ogbamariam Theogene Ndagijimana |
| 20:00 UTC+1     | Rapport non-officiel |         |                | Arbitrage : Lemghaifry Ould Ali Angesom Ogbamariam Theogene Ndagijimana | Arbitrage : Lemghaifry Ould Ali Angesom Ogbamariam Theogene Ndagijimana |

| 27 janvier 2015 | Sénégal              | 0 - 2   | Algérie                               | Nuevo Estadio de Malabo, Malabo                                                 |                                                                                 |
| 19:00 UTC+1     |                      | (0 - 1) | 11e Riyad Mahrez · 82e Nabil Bentaleb | Arbitrage : Rajindraparsad Seechurn Waleed Ahmed Ali Jerson Emiliano Dos Santos | Arbitrage : Rajindraparsad Seechurn Waleed Ahmed Ali Jerson Emiliano Dos Santos |
| 19:00 UTC+1     | Rapport non-officiel |         |                                       | Arbitrage : Rajindraparsad Seechurn Waleed Ahmed Ali Jerson Emiliano Dos Santos | Arbitrage : Rajindraparsad Seechurn Waleed Ahmed Ali Jerson Emiliano Dos Santos |

### Statistiques

#### Buteurs
| Buts | Joueurs          | Adversaires    |
| ---- | ---------------- | -------------- |
| 1    | Mame Biram Diouf | Ghana          |
| 1    | Kara Mbodj       | Afrique du Sud |
| 1    | Moussa Sow       | Ghana          |